# Gyógypedagógiai tantervek
Gyógypedagógiai tantervek a különböző típusú gyógypedagógiai iskolákban folyó tanítás célkitűzéseit, művelődési anyagát meghatározó dokumentumok, különös tekintettel az iskola növendékeinek sajátos személyiségére, képességeire, ill. ezek korlátaira.

## Gyógypedagógiai tantervek Magyarországon
Magyarországon a 19-20. század fordulóján léptek életbe az első végleges gyógypedagógiai tantervek (1900-ban a süketek, 1905-ben a vakok, 1909-ben a gyengeelméjűek, 1909-ben az ideges és gyengébb szervezetű gyermekek elemi és középfokú iskolai, 1910-ben a kisegítő iskolák számára). A gyógypedagógiai tantervek ugyanazt a funkciót töltik be, mint az épek iskoláinak tantervei.
Az 1961. évi III. (oktatási) törvény megjelenéséig az ép és fogyatékos gyermekek alsófokú iskoláinak tantervei között az eltérések kifejezettek. Ezután egyre inkább a közelítési tendencia érvényesül a gyógypedagógiai iskolák általános iskolai jellegének fokozatos törvényesülése nyomán. A gyógypedagógiai iskolák többségében az általános iskolai tanterv és megfelelő kiegészítő tanterv volt érvényes, csak a értelmi fogyatékosok és halmozottan fogyatékosok iskolái számára készültek külön tantervek. Legújabban az az általánosan elfogadott vélemény, hogy Nemzeti Alaptanterv (NAT) egységes követelményrendszerét helyes alapul venni, igazodva a tanulók speciális szükségleteihez.